# Rockercoatl
Rockercoatl es una banda de rock mexicana, fundada en el año 2000 y originaria de Puebla, que se distingue por interpretar su música en lengua náhuatl. El nombre significa «serpiente rockera» y su música fusiona ritmos de son, cumbia, mariachi, polca, blues, folk, metal, entre otros géneros.

## Historia
El grupo surgió a partir de un proyecto de becas del Fondo Nacional para la Cultura y las Artes (FONCA). La banda "surge de la necesidad de abrir una brecha en donde podamos reencontrarnos musicalmente como mexicanos (...) canciones que son creadas en el idioma náhuatl. Es decir, que no son traducciones de canciones en español o recuperación de textos antiguos.". Con ayuda de ese fondo, publicaron su primer material, Rockercoatl.
Su segundo disco (Piltontzintzin ihuan Pocotzitzin Tlenica moztla mohuicatia) fue producido en 2005 gracias al "Programa de apoyo a las culturas municipales y comunitarias" (PACMYC), gracias a que el fundador de la banda, Juan Manuel Sánchez, llegó a trabajar a la población de San Miguel Canoa con un taller de rescate y creación musical en lengua náhuatl.
A finales de 2019, la banda estaba integrada por Sánchez, originario de Tepazolco, Tlacotepec de Benito Juárez, Puebla y cuyo nombre artístico es Kenametzi ("pequeño gigante"), así como por músicos que lo han acompañado desde 2010 y que son originarios de municipios del estado de Puebla y Tlaxcala: Alejandro Fierro Aragón en la guitarra, Rafael Romero Larios en el acordeón y la guitarra, Emanuel Romero Larios en el bajo, y Julio César Martínez González en la batería.
La banda ha participado en diferentes festivales musicales como el XVIII Festival Internacional Cervantino (2015), el Encuentro de Tradición y Nuevas Rolas-Transformación y Fusión Sonora (2015), el Festival Internacional 5 de mayo, el Festival "La Muerte es un Sueño" y el Festival Internacional de Puebla. También se ha presentado en los centros culturales FARO de Oriente y FARO Indios Verdes, y en Circo Volador, todos estos en la Ciudad de México. A nivel internacional se ha presentado en República Dominicana, Panamá y Francia.

## Nemi Rockercoatl
En 2010, Sánchez y su proyecto musical fueron objeto del documental de 42 minutos Nemi Rockercoatl, dirigido por Oscar Flores Solano. 
El proyecto en video es un "retrato de un hombre que hace canciones de rock en náhuatl, lengua indígena casi en extinción. Juan Manuel Sánchez, de origen campesino es, al mismo tiempo, padre de familia, productor de sus propios discos, esposo… El documental muestra cómo este personaje lucha por trascender haciendo canciones que pocos entienden".
Nemi Rockercoatl ha sido proyectado en diferentes certámenes como el Festival Internacional de Cine Oaxaca (2010), la Muestra Internacional de Cine y Video Indígena de Puebla (2011), y la Muestra Internacional de Cine Documental DocsTown (2012), así como en el Tianguis cultural del Chopo, así como en algunas juntas auxiliares (comunidades) de la ciudad de Puebla.

## Discografía
- Rockercoatl (2000)
- Piltontzintzin ihuan Pocotzitzin Tlenica moztla mohuicatia (2005)
- Mochipa Forever (2010)